# Beverley Craven
Beverley Craven (Colombo, 28 luglio 1963) è una cantante, compositrice e pianista britannica, dedita ai generi pop e rock e in attività dal 1990.
Vincitrice di un BRIT Award nel 1992 come "Rivelazione britannica", il suo brano più famoso è  Promise Me  del 1990.
È fra gli artisti che si sono esibiti nel programma televisivo Top of the Pops.

## Biografia

### Infanzia
Beverley Craven è nata a Colombo nello Sri Lanka, ma è cresciuta in Inghilterra (il paese originario dei suoi genitori), segnatamente a Berkhamstead, nello Hertfordshire, dove giunge all'età di 18 mesi.
Incoraggiata dalla madre, una violinista, inizia a suonare il pianoforte sin dall'età di 7 anni.

### Carriera musicale
Lasciato il college, un istituto d'arte, nei primi anni ottanta inizia ad esibirsi in alcuni pub assieme a delle band, sino a quando viene notata da Bobby Womack, leggenda del soul, che le offre la possibilità di seguirlo in un tour europeo.
Firma quindi un contratto discografico con la Chappell Music e poi con la Epic Records. e comincia a lavorare al suo primo album, inizialmente con Steward Levine, produttore dei Simply Red, e poi con Paul Samwell-Smith, produttore  di Carly Simon.
Nel 1990, pubblica il suo primo album,  Beverley Craven , che rimane per ben 52 settimane nelle classifiche del Regno Unito.
Ottiene un grande successo anche il singolo  Promise Me , che, sempre nel Regno Unito, raggiunge il 3º posto delle classifiche.
Nel 1992 vince ai BRIT Awards nella categoria “rivelazione britannica” (Best British Newcomer) e riceve anche una nomination per il miglior album e per il miglior singolo.
Pubblica quindi l'album Love Scenes , che contiene il singolo omonimo e il singolo Mollie's Song  (dedicato alla primogenita Mollie, nata in quell'anno) – a cavallo tra la fine degli anni novanta e l'inizio del nuovo secolo  – gli album Mixed Emotions (1999), The Very Best of Beverley Craven (2000), Legends  (2001).
Dopo una pausa di alcuni anni, che la cantante si concede per dedicarsi alla propria famiglia, ritorna quindi sulle scene nel 2004 con un concerto live.
La sua carriera si interrompe però nuovamente nel 2005, quando le viene diagnosticato un cancro al seno, da cui fortunatamente guarisce l'anno seguente..
Pubblica quindi nel 2009 – vale a dire ad otto anni di distanza dal precedente – un nuovo album, dal titolo Close to Home.

### Vita privata
È stata sposata dal 1993 al 2010 con il paroliere Colin Campsie, autore, tra l'altro di alcune canzoni di Natalie Imbruglia e ha tre figlie, Molly, Brenna e Connie.

## Discografia

### Album
- 1990 –  Beverley Craven (Epic)
- 1993 – Love Scenes (Epic)
- 1999 – Mixed Emotions (Epic)
- 2009 –  Close to Home (Campsie Music)
- 2014 - Change of Heart (Craven Songs & Music)
- 2018 - Woman to Woman (con Judie Tzuke e Julia Fordham) (Right Track)

### Raccolte
- 2000 – The Very Best of Beverley Craven (Epic)
- 2001 – Legends  (Sony BMG)
- 2011 - Promise Me: The Best of Beverley Craven (Camden/Sony Music)

### Album dal vivo
- 2022 - Woman to Woman – The Live Concert (con Judie Tzuke e Julia Fordham) (Right Track)

### Singoli
- 1990 - Promise Me
- 1990 - Woman to Woman
- 1990 - Joey
- 1991 - Holding On
- 1991 - You're Not the First
- 1991 - Memories
- 1993 - Love Scenes
- 1993 - Mollie's Song
- 1994 - The Winner Takes It All
- 1999 - I Miss You
- 1999 - Say You're Sorry
- 2000 - We Found a Place
- 2009 - Rainbows
- 2014 - You Belong to Someone Else
- 2015 - Love High
- 2018 - Safe (con Judie Tzuke e Julia Fordham)
- 2019 - Christmas Day (con Judie Tzuke e Julia Fordham)
- 2021 - Thank You for Being a Friend (con Judie Tzuke, Julia Fordham e Rumer)
- 2021 - Juniper Tree (con Judie Tzuke, Julia Fordham e Rumer)
- 2022 - Rest of My Life (The Wedding Song) (con Judie Tzuke, Julia Fordham e Rumer)

## Premi e riconoscimenti
- BRIT Awards
  - 1992 - nella categoria "Rivelazione britannica".[1]

Candidature
- BRIT Awards

- 1992 - candidatura al miglior artista solista femminile britannica.[7]
- 1992 - candidatura al BRIT Award all'album dell'anno per Beverley Craven.[7]
- 1994 - candidatura al miglior artista solista femminile britannica.[7]